# Датский архив
Датский архив — комплекс документов на хранении по российско-датской дипломатической переписке. Охватывает период с 1327 года по 1690 год (363 года) и содержит 1066 исторических документов. Хранится в Копенгагенском государственном архиве (отдел швед. Rusland) до момента обнаружения, архив назывался Тайный Королевский архив, а также материалы хранились в Большой Королевской библиотеке и Университетской библиотеке в городе Копенгаген. Обнаружен, переведен на русский язык и опубликован Щербачёвым Юрием Николаевичем. Состав материалов Датского архива по взаимоотношениям России со странами: Ливонии, Польши и Литвы, Лапландии, Швеции, Турции, свадебных дел между дворами Московским и Датским, торговых и промышленных вопросов, канерства и морского разбоя, русских государственных печатей, частных печатей некоторых русских бояр и приказных людей.

## Состав книги
- Предисловие
- Описание документов
- Приложения
  - Три письма короля Датского Христиана V к датскому комиссару в России Генриху Бутспанту 1693—1696 гг.
  - Документы Датского Государственного архива о миссии Ганса Шлитте 1554 г.
  - Известия Мекленбург-Шверинскаго Архива, относящиеся к Смутному времени 1598—1606 гг.
  - Орфография иностранных слов
  - Дополнения и поправки
  - Указатели: русский и иностранный
  - К дополнениям и поправкам

В конце книги приведен указатель имен личных и географических

## Не вошедшие документы
Помимо опубликованных документов, найдены:
- материалы по истории древней России не представляющие собственно актов (напр. хронографы, рукописная хроники и проч.)
- Акты, касающиеся только Ливонии, Польши или Финляндии, но не имеющие прямого отношения к России (то есть к государству Московскому)
- донесения датских министров-резидентов, постоянных посланников и комиссаров в Москве (1673—1689)

## Оформление
- Перед заглавием каждого упоминаемого в этой книге акта выставлено два номера: первый — общий номер акта, второй, заключенный в скобки, представляет номер, под которым тот или другой акт находится в рукописном сборнике автора. Против заглавия актов, с которых у автора не имелось копий, в скобках стоит 0.

- Многоточие перед изложением содержания акта означает, что России он касается не весь. Такие документы вошли в сборник не целиком, а только в выдержках.

## Примеры актов
- 1 (1) — 3 июня 1326 г. Новгород. Перемирный договор, заключенный послом норвежского короля Магнуса Гакмнусон (Hacqulnus) с новгородским епископом Моисеем и князем Астафием.[1]
- 26 (25) — 30 июня 1519 г. Инструкция герольду Давиду (фон Корану), посланному к Великому князю Василию Ивановичу.

«Он должен побудить великого князя ко враждебным действиям против Швеции (к посылке 2000 всадников в Выборгский лён и ко вторжению в Норботен), а также просить о даровании в его владениях убежища военачальнику короля и датским людям в случае, если шведы вытеснят их из Финляндии».
- 31 (30) - апрель 1528 г. Москва. Грамота великого князя Василия Ивановича (Василий III) к королю датскому Христиерну II.

"О добром приеме, оказанном Севрину Норбию, причинах его задержания в Москве, теперешнем его отпуске с послом короля угорского (Венгерского) Фердинанда, Степаном, и уплате ему денег за его рухлядь, которую он не мог взять с собою вследствии ея тяжести".